# Ralf Kerbach
Ralf Kerbach (* 12. März 1956 in Dresden) ist ein deutscher Maler und Grafiker.

## Biografie
Ralf Kerbach arbeitete von 1974 bis 1977 zunächst als Heizer und Kulissenschieber. Zudem besuchte er einen Kunstkurs an der Abendschule der Hochschule für Bildende Künste Dresden. Er hatte ein Atelier in Altwahnsdorf, wo er im Juni 1976 eine Ausstellung Dresdner Kunststudenten eröffnete, die er zusammen mit Lutz Fleischer organisiert hatte. Zwei Tage später wurde die Ausstellung von der Polizei verboten.
Von 1977 bis 1979 studierte Kerbach an der Hochschule für Bildende Künste Dresden bei Gerhard Kettner. Nach seiner Teilnahme an der nicht genehmigten „Türen-Ausstellung“ im Leonhardi-Museum, welche anhand des Türen-Motivs das Eingeschlossensein in der DDR thematisierte, empfahl ihm Kettner die freiwillige Exmatrikulation. Daraufhin brach Kerbach das Studium im November 1979 ab und war danach als freischaffender Künstler tätig.
Im Jahr 1979 gründete Kerbach mit Cornelia Schleime und Wolfgang Grossmann die Artpunkband Zwitschermaschine, der er bis 1982 angehörte. Gemeinsam mit dem Schriftsteller Sascha Anderson schuf er 1980 die Mappe Fünf Sonette, zu der er Grafiken und Anderson Gedichte beisteuerte. Er malte auch Gemeinschaftsbilder mit anderen Künstlern wie Cornelia Schleime und Reinhard Sandner.
1982 wurde Kerbachs Antrag auf Ausreise stattgegeben und er siedelte nach West-Berlin über. Ab dem gleichen Jahr veröffentlichte er eine Reihe weiterer Bücher, zu denen Anderson die Texte beisteuerte. 1984 erhielt Kerbach ein Arbeitsstipendium des Senators für kulturelle Angelegenheiten. Es folgten 1986/87 ein Stipendium in Olevano und ab 1988 längere Aufenthalte in Paris. Von 1988 bis 1990 arbeitete er in einem Atelier in Val Quieres bei Montpellier. 1991 erhielt er ein Stipendium der Deutsch-Brasilianischen Sommerakademie in Joáo Passoa/Paraíba, Brasilien.
1992 wurde Kerbach zum Professor für Malerei und Grafik an der Hochschule für Bildende Künste Dresden berufen. Seit 2010 ist er Mitglied der Sächsischen Akademie der Künste, seit 2013 Mitglied des Beirats der Kunststiftung Poll, Berlin. Er lebt in Dresden und Klipphausen (Naustadt).

## Werk
Kerbach wählt häufig Motive und Sujets, die ihren Ursprung in seiner Biografie haben und im Kontext der jüngeren deutschen Geschichte stehen. Mit Beginn der 1980er Jahre nehmen Darstellungen von (häufig isolierten) Menschen zunehmend Raum in seinem Werk ein. Mitte der 1980er Jahre schuf er großformatige Figurenbilder wie die Reihe Emigrant, 1986/1987 die Serie der Steinbilder und 1990 Die Zeugen. Nachdem Kerbach 1996 vom Deutschlandradio Berlin beauftragt worden war, eine Dresden-Ansicht zu malen, schuf er eine Reihe von Werken in verschiedenen Techniken und Formaten zu diesem Thema.

## Einzelausstellungen
- 2020: „Beton. Neue Arbeiten zum Arbeiter von Ralf Kerbach“, Galerie Poll,  Berlin
- 2018: „Das Erste Mal“ mit Heidrun Rueda, Schul- und Bethaus, Altlangsow
- 2016: Galerie Poll, Berlin, „Drachenmuster“
- 2015: Städtische Galerie Dresden „Ralf Kerbach. Weltinnenraum. Malerei“
- 2013: Nachtzug Deutschland Kulturspeicher im Landesmuseum Oldenburg
- 2009: Galerie Döbele „ICH“
- 2008: Galerie Poll, Berlin, „Pollenflug“ mit Reinhard Stangl, Hans Scheib
- 2006: Leonhardi-Museum Dresden
- 2006: Galerie Berlin, Berlin (mit Romen Banerjee und Hans Michael Franke)
- 2005: Galerie am Amalienpark, Berlin: „Asphaltspiele“ (Künstlerbücher und Arbeiten zur Literatur)
- 2003: Galerie Niepel/Morawitz, Düsseldorf: „Tischgesellschaften“
- 2001: Galerie Poll, Berlin: „Kindheiten“
- 2000: Galerie Baumgarte, Bielefeld: „Neue Bilder“
- 1998: Goetheinstitut, Porto: „Stadtbilder“
- 1998: Staatliche Kunstsammlungen Dresden, Galerie Neue Meister: „Steinbilder.Menschenbilder.Stadtbilder“
- 1997: Galerie Hübner und Thiel, Dresden: „Ein Motiv-Bilder zu Dresden“

## Ausstellungsbeteiligungen
- 2017: Literaturmuseum Romantikerhaus Jena
- 2017: Kunstverein Mannheim und Galerie Döbele Mannheim, „Malstrom 2“
- 2017: Museum Junge Kunst Frankfurt (Oder), „Malstrom 2“
- 2016: Martin Gropius Bau, „Gegenstimmen“
- 2016: Städtische Galerie Dresden, „Wohin mit der Schönheit“
- 2014: Kunstverein Schwerin, „Mc pomme“
- 2013: Gekauft Museum der bildenden Künste Leipzig
- 2013: Hommage für Uwe Gressmann Galerie Pankow Berlin
- 2012: Hermann-Hesse-Museum Gaienhofen „Im Auftrag der Schrift“ die Sammlung Hartmann
- 2012: Galerie Eva Poll Berlin „Mit Blei und Farbstift“ (Zeichnungen)
- 2011: Marburger Kunstverein Hamlet Syndrom: Schädelstätten
- 2010: Galerie Zander-Kasten „Alle gegen Kerbach“
- 2009: „OHNE UNS“ Motorenhalle Dresden
- 2009: „Berufen“ Hochschule für Bildende Künste Dresden (Professorenausstellung)
- 2009: Deutsches Historisches Museum „Kunst und kalter Krieg“
- 2009: Germanisches Nationalmuseum „Kunst und Kalter Krieg - Deutsche Positionen 1945–1989“
- 2009: LACMA Museum Los Angeles „Two German Art in The Cold War“
- 2006: Galerie Döbele, Dresden: „Stadtbilder“
- 2004: Staatliche Kunstsammlungen Dresden, Galerie Neue Meister: „Neuerwerbungen“
- 2003: Berlin-Moskau
- 2002: Museum Folkwang Essen: „Wahnzimmer Deutschland-Kunst der 80er Jahre“
- 2001: Museum der Bildenden Künste Leipzig: „Wahnzimmer Deutschland-Kunst der 80er Jahre“

## Publikationen

### Einzelpublikationen
- Malstrom. Bilder und Figuren 1982–1986, Ausstellungskatalog Haus am Waldsee 1986 (mit C. Schleime, R. Stangl, H. Scheib).
- Bilder und Zeichnungen 1987, POLLeditionen Bd. 12, Berlin 1987.
- Zig x Selbst, Aschenbachgalerie, Amsterdam 1990.
- Die Zeugen. Eine Serie, POLLeditionen Bd. 29, Berlin 1990.
- Blickfelder – Wegblicke, POLLeditionen Bd. 46, Berlin 1992.
- Ein Motiv – Bilder zu Dresden, Galerie Hübner und Thiel 1997, mit einem Text von Wolfgang Holler.
- Steinbilder. Menschenbilder. Stadtbilder, Ausstellungskatalog Albertinum Neue Meister, Dresden 1998, mit Texten von Ulrich Bischoff und Annegret Laabs.
- Neue Bilder, Leonhardi-Museum Dresden 2006, mit einem Text von Michael Freitag.
- Hamlet Syndrom: Schädelstätten, Marburger Kunstverein 2011, mit einem Text von Harald Kimpel.

### Katalogbeteiligungen
- Tiefe Blicke. Kunst der achtziger Jahre, DuMont Verlag, Köln 1985. ISBN 3-7701-1740-9.
- Klopfzeichen. Kunst und Kultur der achtziger Jahre, Katalog zu den Ausstellungen Mauersprünge und Wahnzimmer Deutschland, 2002 (Beitrag von Eckart Gillen).
- Im Auftrag der Schrift, Katalog der Sammlung Hartmann, herausgegeben von Jürgen Thaler. ISBN 978-3-86828-291-7.